# Машрик
Машрик (на арабски: مشرق, ал Машрик „изток“) според арабските географи, и най-вече според Абу-л-Касим Убайдаллах ибн Абдаллах ибн Хордадбех, са всички известни през IX – X век източни земи, включително Индия, Китай, редица острови в Индийския и Тихия океани, чак до Япония . В днешно време определението „ал Машрик“ в арабския език се употребява за региона, включващ в себе си Ирак, Сирия, Йордания, Палестина, Ливан, а понякога и Египет.

## История
Според арабската наука от десети век (почиваща и на трудовете на Клавдий Птолемей), Земята, имаща кълбовидна форма, „е поставена в празен небосвод, като жълтък в яйце...“ (Абу-л-Касим), и „...е разделена на две половини от линията на екватора, преминаващ от Изток (ал Машрик) на Запад (ал Магриб)...“. По този начин, целият свят се състоял от четири части, като една от тези четвъртини е Машрик. По-късно, по времето на разпространението на исляма, с думата „Машрик“ започнали да наричат само земите на изток от Мека (с изключение на Арабския полуостров, който не бил включван нито в понятието Изток, нито в понятието Запад), които попаднали под мюсюлманско влияние (днешен Иран, Средна Азия, Афганистан, Пакистан). След разграничаването на шиити от сунити, Персия вече не била включвана.
От XVI век до началото на XX век, в периода на османското владичество, границите на понятието „ал Машрик“ се свили до границите на османските провинции на Близкия изток и така придобили съвременните очертания.